# Robert Flores
Robert Flores, vollständiger Name Robert Mario Flores Bistolfi, (* 13. Mai 1986 in Montevideo) ist ein uruguayischer Fußballspieler.

## Karriere

### Verein
Der 1,79 Meter große Mittelfeldakteur Flores ist der jüngere Bruder des ehemaligen Nationalspielers Darío Flores. Er gehörte in der Clausura 2007 und der Clausura 2008 dem Kader des in Montevideo ansässigen Vereins River Plate Montevideo an. Andere Quellen nennen bereits den August 2006 als seinen Debützeitpunkt in der höchsten uruguayischen Spielklasse. In einer von der Zeitung El Observador durchgeführten Umfrage wurde er zum besten Spieler der uruguayischen Meisterschaftssaison 2007/08 gewählt. Im Juni 2008 unterschrieb er einen Vierjahresvertrag beim FC Villarreal. Die Ablösesumme soll bei 2,1 Millionen Euro gelegen haben. 20 Prozent der Transferrechte verblieben beim Klub aus Uruguay. Am 11. Juli 2008 wurde dann die Ausleihe von Flores bis zum Ende der Saison 2008/09 an River Plate vermeldet. Nach 13 Einsätzen und zwei Toren in der Primera División kehrte er zu den Spaniern zurück und wurde in der Spielzeit 2009/10 23-mal (kein Tor) bei der in der Segunda División spielenden Zweiten Mannschaft Villarreals eingesetzt. Im Juli 2010 kehrte er nach Uruguay zurück, wo er in der Saison 2010/11 auf Leihbasis bei Nacional Montevideo spielte und mit 15 absolvierten Begegnungen (kein Tor) der Primera División zum Gewinn der uruguayischen Meisterschaft beitrug. Zudem lief er in zwei Partien (kein Tor) der Copa Libertadores auf. In der zweiten Jahreshälfte 2011 war er beim bulgarischen Klub Litex Lowetsch aktiv. Neun Ligaspiele sowie drei Partien der Champions League sowie eine Begegnung der Europa League weist die Statistik bei dieser Karrierestation für ihn aus. Ein Pflichtspieltor schoss er nicht. 2012 stand er in Chile bei CD Palestino unter Vertrag. Er kam 36-mal (ein Tor) in der Primera División und einmal in der Copa Chile (kein Tor) zum Einsatz. Die weiteren Karrierestationen waren 2013 Deportivo Quito (36 Spiele, ein Tor in der Primera A) und in der ersten Jahreshälfte 2014 Sport Recife (vier torlose Einsätze in der Pernambucano 1, einer in der Serie A).
Zur Apertura 2014 wechselte er abermals zu River Plate Montevideo. In der Saison 2014/15 wurde er 18-mal in der höchsten uruguayischen Spielklasse eingesetzt und erzielte zwei Treffer. Zudem absolvierte er vier Partien (kein Tor) der Copa Sudamericana 2014. Für die Spielzeit 2015/16 stehen 17 Erstligaeinsätze (kein Tor) und fünf in der Copa Libertadores 2016 (kein Tor) für ihn zu Buche. Ende Juli 2016 schloss er sich dem Erstligaaufsteiger Boston River an. In der Saison 2016 kam er achtmal (kein Tor) in der Liga zum Einsatz.
Für die Saison 2021 wurde Flores an Villa Española ausgeliehen. Seit der Saison tritt er für den CSD Cooper an.

### Nationalmannschaft
Flores war Mitglied der A-Nationalmannschaft Uruguays. Er debütierte am 25. Mai 2008 unter Nationaltrainer Óscar Tabárez im mit 3:2 gewonnenen, in Bochum ausgerichteten Freundschaftsländerspiel gegen die Türkei, als er in der 74. Spielminute für Ignacio González eingewechselt wurde. Sein zweiter und letzter Einsatz für die „Celeste“ datiert vom 28. Mai 2008 beim 2:2-Unentschieden gegen Norwegen in Oslo, als er wiederum für González als Einwechselspieler zum Zug kam. Ein Länderspieltor erzielte er nicht.

## Erfolge
Nacional Montevideo
- Uruguayischer Meister: 2010/11

Sport Recife
- Copa do Nordeste: 2014